# Rune Lund
Georg Rune Lennart Lund, född 7 mars 1921 i Fässbergs församling, Göteborgs och Bohus län, död 24 oktober 2019 i Göteborgs Haga församling, var en svensk arkitekt.
Lund, som var son till av kärnmakare Bror Lund och Anna Svensson, utexaminerades från Chalmers tekniska högskola 1947. Han anställdes hos  Sven Brolid och Jan Wallinder 1947 och var tillsammans med Alf Valentin delägare i Lund & Valentin Arkitektkontor AB från 1952.